# Discosporium eucalypti
Discosporium eucalypti är en svampart som beskrevs av B. Sutton & E.M. Davison 1983. Discosporium eucalypti ingår i släktet Discosporium, divisionen sporsäcksvampar och riket svampar.   Inga underarter finns listade i Catalogue of Life.